# 태양절
태양절(太陽節, 영어: Day of the Sun)은 조선민주주의인민공화국에서 1912년 4월 15일에 김일성이 출생한 것을 기념하는 날이다. 태양절은 조선민주주의인민공화국 최대의 명절로, 각종 전시회와 체육대회, 노래 모임, 주체사상 연구토론회, 사적지 참관, 결의대회 등의 행사가 열린다.

## 개요
1997년 7월 8일 김일성의 3년상 탈상에 맞추어, 선포된 〈김일성 동지의 혁명 생애와 불멸의 업적을 길이 빛내일데 대하여〉라는 결정서에 의거한 것이다. 이 때, 주체연호도 함께 채택되었다.
김일성의 생일은 이전부터 ‘4·15 명절’ 등으로 불리는 조선민주주의인민공화국 최대의 명절이었으나, 조선로동당 중앙위원회, 당중앙군사위원회, 국방위원회, 중앙인민위원회, 정무원의 5개 기관이 공동으로 발표한 이 결정서에 의해 한 단계 더 격상되어 태양절이라는 이름을 얻었다.

## 같이 보기
- 4월의 봄 친선예술축전
- 4월의 봄 인민예술축전
- 만경대상국제마라손경기대회
- 김일성화축전
- 김정일화축전
- 금수산태양궁전
- 천황탄생일
- 주체연호
- 주체사상